# Kroumirie
La región de los Krumiros, o Krumiria (en francés Khroumirie; en árabe: جبال خمير Jabal Ḫumayr, o خُرُومِر, Ḫurūmir), es una región montañosa de África del Norte que cubre en gran parte las gobernaciones tunecinas de Jendouba y de Béja así como, en menor medida, la Gobernación de Bizerta y el valiato de El Tarf (Argelia).

## Etimología
Toma su nombre de los Krumiros, una confederación árabe que vive en la región y reúne varias tribus: Ouchtata, Me rassen, Khezara, El Abidi, Zouaoui, Ouled Soltan, Hafsouni, Chiachia, Herzi, Selloul, Atatfa, Debabsa, Bouzazi, Ouled Amargo, Mekna, Nefzi, Fatnassa, Hedhil, Mersni, Amdoun, etc.

## Geografía
Limita al norte con el mar Mediterráneo, al sur con el curso del río Meyerda, al oeste por la región de El Kala en el valiato argelino de  Tarf y al este por la región de Sejnane en la gobernación  de Bizerta.
La región está cubierta bosques extensivos de alcornoques y de quejigo andaluz. Cuenta con 3 parques nacionales donde la fauna, la flora y el medio natural están protegidos: los parques nacionales de El Feija y Uadi Zen en el gobierno de Jendouba y el Parque nacional de El Kala en el valiato de El Tarf.
Es una de las regiones más húmedas del África del norte con una pluviometría de 1000 a 1550 mm por año.
Las ciudades más pobladas de la región son El Kala, Tabarka, Ghardimaou, Aïn Draham, Nefza, Amdoun, Sejnane, Joumine y Fernana.

## Economía
Los organismos  de desarrollo de Túnez promocionan  el turismo de senderismo debido a su riqueza botánica y biológica así como del termalismo. Las ciudades de Aïn Draham y Beni Me Tiro figuran entre los polos de este desarrollo.